# Ratio Studiorum

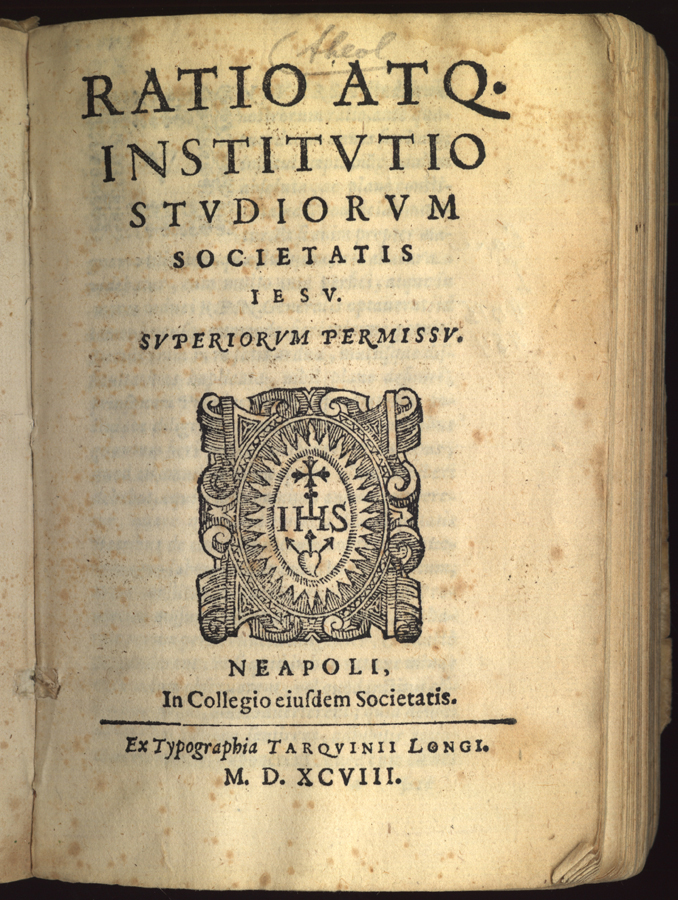
El «Ratio Studiorum», fechado en 1598 y publicado oficialmente en 1599.

La Ratio Studiorum (traducido como «Plan de Estudios») es el documento que estableció formalmente el sistema global de educación de la Compañía de Jesús en 1599. Su título completo es Ratio atque Institutio Studiorum Societatis Iesu («Plan oficial de estudios de la Compañía de Jesús»). El trabajo es producto de muchos académicos internacionales, con amplia experiencia, que se encontraban en el colegio que los jesuitas tenían en Roma, el Colegio Romano.

## Historia
La Compañía de Jesús no había previsto originalmente el funcionamiento de una red de escuelas cuando se fundó. Pero pronto se vieron involucrados en la labor educativa. Las muchas escuelas fundadas por la Sociedad en sus primeras décadas tuvieron sus propios planes (rationes), además, un número creciente de jóvenes entraron en estas escuelas buscando la necesidad de la formación académica que se requiere para el servicio sacerdotal. Con todo esto la Compañía comenzó a asumir un papel cada vez mayor en la dirección de su propio programa formativo lo que llevó a la redacción de un plan estándar para todas las instituciones educativas de la Compañía. 
Bajo el generalato de Claudio Acquaviva, en 1581, un comité de doce sacerdotes jesuitas fue nombrado para llevarlo a cabo, aunque no obtuvieron los resultados esperados. En 1584 se formó un nuevo comité de seis religiosos: el español Juan Azor, el portugués Gaspar González, el escocés James Tyrie, el neerlandés Peter Busée, el flamenco Anthony Ghuse y el siciliano Stefano Tucci. Este comité elaboró un documento de prueba, la «Ratio de 1586», que fue enviado a varias provincias para la revisión por parte de profesores. Está revisión concluyó que no había sido pensado para el uso real en las aulas, por lo que se reformó y se publicó un nuevo documento en 1591, que iba a ser empleado en todos los colegios de los jesuitas durante tres años. Esta prueba se utilizó por el comité en Roma para crear el documento oficial final de 1599.

## Repercusión
Cien años después de la fundación de la orden los jesuitas tenían 444 escuelas, mientras que en 1739 habían alcanzado las 669.
Este documento tuvo un gran impacto en la educación más humanista. En su Teoría y Práctica de la Literatura del Renacimiento Charles Sears Baldwin escribe: «El siglo XVI se cerró con la completa [clásica] doctrina operativa de la Ratio Studiorum y de la retórica de Suárez».